# Hate Eternal
Hate Eternal är ett amerikanskt death metal-band som bildades 1997 i Tampa, Florida. Gruppens texter handlar om The Ancient Ones och herravälde.

## Medlemmar
Nuvarande medlemmar
- Erik Rutan – sång, gitarr (1997– )
- J.J. Hrubovcak – basgitarr (2009– )
- Hannes Grossmann – trummor (2018– )

Tidigare medlemmar
- Tim Yeung – trummor (1997–1999)
- Jared Anderson – basgitarr, sång (1998–2003; död 2006)
- Doug Cerrito – gitarr (1999–2000)
- Derek Roddy – trummor (2000–2006)
- Randy Piro – basgitarr, bakgrundssång (2003–2007)
- Eric Hersemann – gitarr (2005–2006)
- Jade Simonetto – trummor (2007–2013)
- Shaune Kelley – gitarr, sång (2007–2009)
- Chason Westmoreland - trummor (2014–2015)

Turnerande medlemmar
- Reno Killerich – trummor (2006)
- Kevin Talley – trummor (2006)
- Makoto Mizoguchi – basgitarr (2008–2009)
- Adam Jarvis – trummor (2013–2014)
- Hannes Grossmann – trummor (2015– )
- Art Paiz – basgitarr, sång (2016, 2018–)
- John Longstreth – trummor (2018–)

Bidragande musiker (studio)
- Alex Webster – basgitarr (1997, 2008)
- Harold "Chip" Staples – programmering, didjeridu (2005)
- Katy Decker – sång (2008)

## Diskografi
Studioalbum
- 1999 – Conquering the Throne
- 2002 – King of All Kings
- 2005 – I, Monarch
- 2008 – Fury & Flames
- 2011 – Phoenix Amongst the Ashes
- 2015 – Infernus
- 2018 – Upon Desolate Sands

Livealbum
- 2010 – Live in London

Singlar
- 2005 – "I, Monarch"

Annat
- 1997 – Engulfed In Grief (delad promo-album med Alas)[1]

Video
- 2006 – The Perilous Fight (DVD)